# Boris Razinski
Boris Dawidowicz Razinski, ros. Борис Давидович Разинский (ur. 12 lipca 1933 w Lubiercach, Rosyjska FSRR, ZSRR, zm. 6 sierpnia 2012 w Moskwie) – rosyjski piłkarz pochodzenia żydowskiego, grający na pozycji bramkarza, a wcześniej napastnika, reprezentant ZSRR, trener piłkarski. Jeden z trzech Żydów na świecie, którzy zdobyli złoty medal olimpijski w piłce nożnej.

## Kariera piłkarska

### Kariera klubowa
Jego ojciec Dawid Michajłowicz Razinski był pułkownikiem lotnictwa. W czasie II wojny światowej w 1941 roku został ewakuowany do Bołotnoje (obwód nowosybirski). W 1946 roku zaczął grać w zespole młodzieżowym Piszczewik w Tule na pozycji środkowego napastnika. W 1952 ukończył szkołę średnią i rozpoczął studia w Instytucie Kultury Fizycznej w Moskwie.
Karierę piłkarza rozpoczął w 1952 w CDSA Moskwa - jedną z najsilniejszych drużyn w kraju w tym czasie. Pod koniec 1952 zespół został rozwiązany z powodu porażki reprezentacji ZSRR na Igrzyskach Olimpijskich w Helsinkach (większość reprezentacji składała się z piłkarzy CDSA). Po występach w zespole miasta Kalinina, MWO Moskwa i Spartaku Moskwa, na początku 1954 powrócił do CDSA, w którym grał przez następne 8 lat. W kolejnych latach bronił barw m.in. Spartaka Moskwa, Dynama Kijów, Czernomorca Odessa, Sierp i Mołot Moskwa, SKA Odessa, Mietałłurga Lipieck, Politotdiełu Jangibazar, Daugavy Ryga, Araratu Erywań i Wołgi Gorki. W niektórych klubach występował na pozycji bramkarza, a w innych, m.in. w Czernomorcu Odessa i Mietałłurgu Lipieck - grał na pozycji środkowego napastnika. W 1973 zakończył karierę piłkarską w klubie Granit (Tetiuche).

### Kariera reprezentacyjna
23 października 1955 zadebiutował w reprezentacji Związku Radzieckiego w spotkaniu towarzyskim z Francją zremisowanym 2:2. Ponadto występował w olimpijskiej reprezentacji Związku Radzieckiego, w składzie której zdobył złoty medal na Olimpiadzie w Melbourne 1956 (medal otrzymał dopiero 50 lat później).

## Kariera trenerska
Jeszcze będąc piłkarzem w latach 1964–1965 prowadził drużynę Południowej Grupy Wojsk, stacjonującej na Węgrzech. W latach 1967–1968 łączył również funkcje trenerskie i piłkarskie w Mietałłurgu Lipieck, a w 1972–1973 w zespole Granit Tetiuche. Od 1974 do 1976 pracował na różnych stanowiskach w klubach Dźwina Witebsk, CSKA Moskwa i Daugava Ryga. Następnie przez dłuższy czas był bezrobotnym. Później pracował na stacji benzynowej i jako taksówkarz. W latach 90. występował w zespołach oldbojów. W 1999 powrócił do pracy trenerskiej. Najpierw pomagał trenować koreański Suwon Samsung Bluewings, potem rosyjskie Czernomoriec Noworosyjsk, FK Chimki i Wołgar-Gazprom Astrachań.
Zmarł 6 sierpnia 2012 roku w Moskwie. Pochowany na Cmentarzu Wostriakowskim w Moskwie.

## Sukcesy i odznaczenia

### Sukcesy klubowe
- brązowy medalista Mistrzostw ZSRR: 1955, 1956, 1958
- zdobywca Pucharu ZSRR: 1955

### Sukcesy reprezentacyjne
- złoty medalista Igrzysk Olimpijskich: 1956

### Sukcesy indywidualne
- wybrany do listy 33 najlepszych piłkarzy ZSRR: Nr 2 (1955, 1956), Nr 3 (1959)

### Odznaczenia
- tytuł Mistrza Sportu ZSRR: 1959
- tytuł Zasłużonego Mistrza Sportu ZSRR: 1989
- Medal „Za pracowniczą dzielność”
- Medal Orderu „Za zasługi dla Ojczyzny”